# Myriam von Schrebler
Myriam von Schrebler (* 22. Mai 1930 in Valparaíso; † 23. Dezember 2006 in Madrid) war eine chilenische Sängerin, die vor allem mit ihrer Schwester Sonia von Schrebler als Duo Sonia y Myriam bekannt
wurde.

## Leben und Wirken
Die Töchter der Sängerin Cora Santa Cruz begannen ihre Karriere als Gesangsduo im Alter von 11 bzw. 10 Jahren 1941 bei Radio Carrera. Im nächsten Jahre entstanden ihre ersten Plattenaufnahmen. Sie traten als
Duo bis 1950 und dann von 1957 bis 1964 auf und unternahmen Konzertreisen u. a. durch Chile, Argentinien (mit Libertad Lamarque und Astor Piazzolla), Brasilien, Kuba, Mexiko, Venezuela und die USA.
Nach der Trennung des Duos arbeitete Myriam von Schrebler als Produzentin für die spanischen Labels von Philips, Columbia und RCA, wo sie mit Sängern wie Joan Manuel Serrat und Julio Iglesias arbeitete.
1980 gründete sie mit ihrer Schwester in Santiago das Plattenlabel SyM, bei dem unter der Diktatur Pinochets Aufnahmen von Musikern wie Hugo Moraga, Eduardo Gatti, Gloria Simonetti, Óscar Andrade und Miguel Piñera und u. a. das Album Alturas de Macchu Picchu der Band Los Jaivas erschien.
2001 wurden die Schwestern als Figuras Fundamentales de la Música Chilena ausgezeichnet. 2003 gaben sie ihr letztes gemeinsames Konzert im Städtischen Theater von Viña del Mar mit dem Orchester von Juan Azúa. Myriam von Schrebler starb am 23. Dezember 2006 an einem Gehirntumor. Auch ihre Kinder blieben der Musik verbunden: Carlos und Paula Narea als Produzenten, Cristina Narea wurde als Sängerin bekannt.